# Dieter Janik
Dieter Janik (* 31. Juli 1939 in Neudek) ist ein deutscher Romanist und emeritierter Professor für Romanistik in Mainz.

## Leben
Janik wurde im Reichsgau Sudetenland geboren. Er studierte von 1958 bis 1966 Romanische Philologie (Französisch, Spanisch), Latinistik und Philosophie an den Universitäten Tübingen, Wien und Freiburg in den Jahren. 1966 wurde er Dr. phil. an der Universität Tübingen promoviert. Anschließend arbeitete er bis 1974 als Wissenschaftlicher Assistent am Lehrstuhl für Vergleichende Literaturwissenschaft bei Kurt Wais in Tübingen. Von 1968 bis 1970  unterbrach er die Tätigkeit um als Profesor adjunto de alemán an der Universität Concepción/Chile zu lehren. Er habilitierte  sich 1974 in Romanischer Philologie an der Universität Tübingen. Im Wintersemester 1975/76 wurde er zum ordentlichen Professor für Romanische Philologie an der Johannes Gutenberg-Universität Mainz ernannt. In dieser Position wirkte er bis zu seiner Emeritierung zum Ende des Wintersemesters 2007/2008.
Seine Hauptarbeitsgebiete sind Hispanoamerikanistik, Hispanistik, Französische Literaturwissenschaft und Literaturtheorie.

## Werk und Publikationen
- Dissertation: Geschichte der Ode und der "Stances" von Ronsard bis Boileau in:  Ars poetica: Texte und Beitræge zur Dichtungslehre und Dichtkunst, Band 2, Gehlen 1968
- Die Kommunikationsstruktur des Erzählwerks. Band 3 von Thesen und Analysen. Rotsch 1973 ISBN 978-3-8767-4003-4
- Habilitationsschrift: Magische Wirklichkeitsauffassung im hispanoamerikanischen Roman des 20. Jahrhunderts: Geschichtl. Erbe U. Kulturelle Tendenz: Con UN Resumen en Español. in Band 5–7 der Forschungsprobleme der vergleichenden Literaturgeschichte. Niemeyer 1978 ISBN 978-3-4846-0029-4
- Kurt Wais, Johannes Hösle, Dieter Janik, Wolfgang Theile: Europäische Literatur im Vergleich: gesammelte Aufsätze. Niemeyer 1983 ISBN 978-3-4845-0188-1
- Literatursemiotik als Methode. Narr 1985 ISBN 978-3-8780-8599-7
- als Herausgeber: Die Französische Lyrik nach Gattungen. Wissenschaftliche Buchgesellschaft Darmstadt, 1987
- zusammen mit Lustig, Wolf: Die spanische Eroberung Amerikas: Akteure, Autoren, Texte. Eine kommentierte Anthologie von Originalzeugnissen. Frankfurt am Main 1989.
- Stationen der spanischamerikanischen Literatur- und Kulturgeschichte: Der Blick der anderen – der Weg zu sich selbst. Vervuert 1992, ISBN  978-3-8935-4542-1
- Jürgen Blänsdorf, Dieter Janik, Eckart Schäfer: Bandusia. Band 32 der Beiträge zur Altertumskunde. Teubner 1993 ISBN 978-3-5190-7481-6 * Die langen Folgen der kurzen Conquista. Auswirkungen der spanischen Kolonisierung Amerikas bis heute. Frankfurt am Main 1994.
- Die Anfänge einer nationalen literarischen Kultur in Argentinien und Chile: Eine kontrastive Studie auf der Grundlage der frühen Periodika (1800-1830). Francke 1995. ISBN 978-3-8233-4147-5
- La literatura en la formación de los Estados hispanoamericanos (1800-1860). Frankfurt am Main 1998.
- Hispanoamerikanische Literaturen. Von der Unabhängigkeit bis zu den Avantgarden (1810-1930). Francke 2008. ISBN 978-3-7720-8272-6

### Monographien
- Magische Wirklichkeitsauffassung im hispanoamerikanischen Roman des 20. Jahrhunderts. Geschichtliches Erbe und kulturelle Tendenz. Tübingen 1976.
- Stationen der spanischamerikanischen Literatur- und Kulturgeschichte. Der Blick der anderen – der Weg zu sich selbst. Frankfurt am Main 1992.
- Die Anfänge einer nationalen literarischen Kultur in Argentinien und Chile. Eine kontrastive Studie auf der Grundlage der frühen Periodika (1800–1830). Tübingen 1995.

### Ehrungen
- Sabine Lang, Jutta Blaser, Wolf Lustig (Hg.): »Miradas entrecruzadas« - Diskurse interkultureller Erfahrung und deren literarische Inszenierung. Beiträge eines hispanoamerikanischen Forschungskolloquiums zu Ehren von Dieter Janik. Frankfurt am Main: Vervuert 2002 ISBN 978-3-8935-4587-2

| Personendaten    | Personendaten      |
| ---------------- | ------------------ |
| NAME             | Janik, Dieter      |
| KURZBESCHREIBUNG | deutscher Romanist |
| GEBURTSDATUM     | 31. Juli 1939      |
| GEBURTSORT       | Neudek             |